# Котне, Морис
Мори́с Котне́ (фр. Maurice Cottenet; 11 февраля 1895, XVIII округ Парижа — 6 апреля 1972, Канны) — французский футболист, игравший на позиции вратаря. После завершения игровой карьеры — тренер.
Выступал, в частности, за клубы Олимпик (Париж) и Канн, а также национальную сборную Франции.

## Клубная карьера

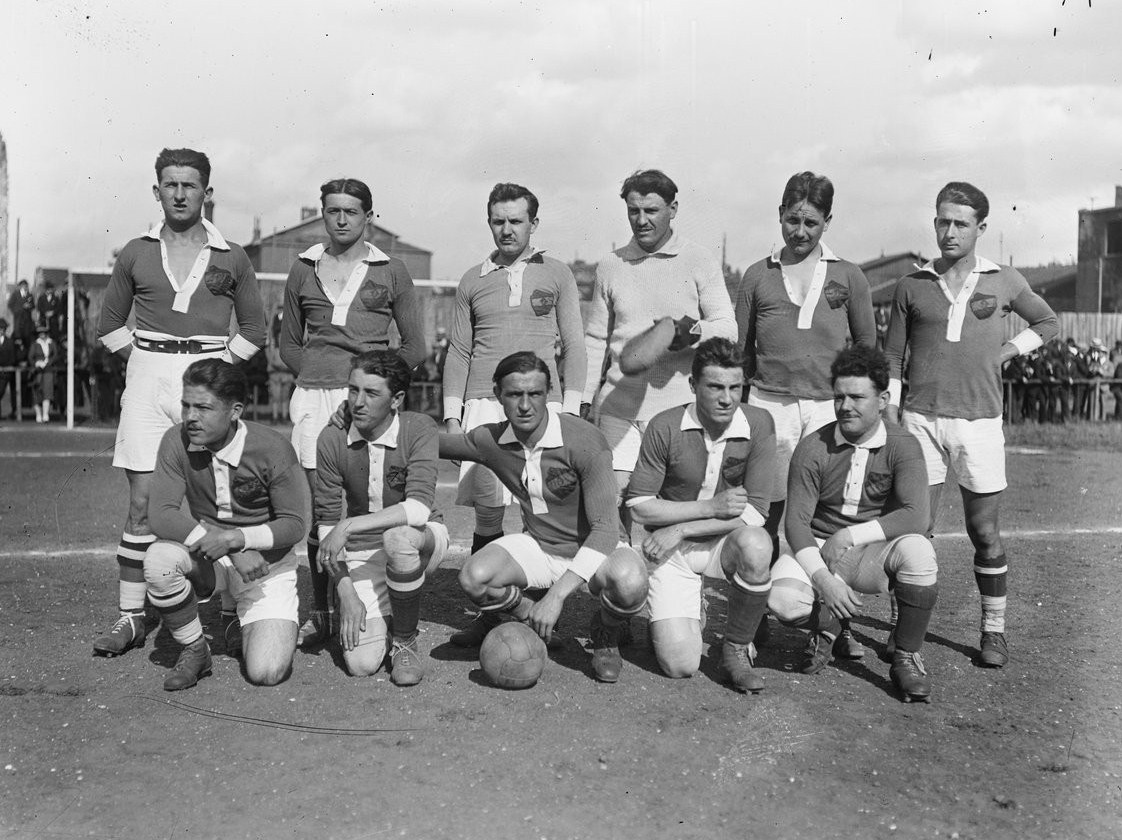
«Олимпик» в 1920 году. Коттене в светлой вратарской форме

Во взрослом футболе дебютировал выступлениями за клуб «Ренси Спортс».
Своей игрой привлёк внимание представителей тренерского штаба клуба Олимпик (Париж), к составу которого присоединился в 1920 году. Отыграл за команду из Парижа следующие шесть сезонов своей карьеры. В составе «Олимпика» становился победителем чемпионата Парижа и обладателем Кубка Парижа. В 1921 году стал финалистом Кубка Франции. «Олимпик» уступил в финале парижскому клубу «Ред Стар» со счетом 1:2.
В 1926 году заключил контракт с клубом «Канн», за который играл в течение года.
После этого также выступал в Алжире в командах «Ресинг» (Алжир) и «Бон».

## Карьера в сборной
В 1920 году дебютировал в официальных матчах в составе национальной сборной Франции. В составе сборной был участником футбольного турнира на Олимпийских играх 1924 года в Париже, являлся запасным вратарём у Пьера Шеригеса.
Всего в течение карьеры в национальной команде, длившейся 8 лет, провёл в её форме 18 матчей.

## Карьера тренера
Начал тренерскую карьеру в 1936 году, возглавив тренерский штаб клуба «Кан». В 1938 году стал главным тренером клуба «Канн», тренировал команду из Канн один год.
Последним местом тренерской работы был клуб «Сет», главным тренером команды которого Морис Котене был с 1945 по 1946 год.
Умер 6 апреля 1972 года на 78-м году жизни в городе Канны .

## Титулы и достижения
- Финалист Кубка Франции (1) :

«Олимпик» (Париж) : 1920—1921
- Победитель Чемпионата Парижа (3) :

«Олимпик» (Париж) : 1921, 1923, 1924
- Обладатель Кубка Парижа (1) :

«Олимпик» (Париж) : 1923